# Wojska Obrony Wewnętrznej
Wojska Obrony Wewnętrznej (WOWew) – jeden z rodzajów wojsk Sił zbrojnych PRL.

## Formowanie i zmiany organizacyjne
W 1965  na bazie przekazanych z MSW do MON jednostek Korpusu Bezpieczeństwa Wewnętrznego, utworzono nowy rodzaj wojsk – Wojska Obrony Wewnętrznej. Po reorganizacji weszły w skład wojsk Obrony Terytorialnej Kraju.
WOWewn nosiły mundur koloru khaki wojsk lądowych i granatowy otok czapki. Związane z regionalnym ubiorem Podhalan kapelusze z piórami oraz peleryny otrzymała 5 Podhalańska Brygada Wojsk Obrony Wewnętrznej.
W 1965 rozformowujący się Korpus Bezpieczeństwa Wewnętrznego przekazał MON trzy brygady, osiem pułków zmotoryzowanych, pułk czołgów, pułk pontonowo-mostowy, dwa bataliony inżynieryjne, pułk łączności i batalion łączności. Na bazie tych jednostek utworzono cztery grupy jednostek Wojsk Obrony Wewnętrznej: zabezpieczenia Komitetu Obrony Kraju i Wojewódzkich Komitetów Obrony (jednostki ochrony i łączności), obrony lądowej terytorium kraju (do zwalczania desantów i grup dywersyjnych przeciwnika), zabezpieczenia przegrupowania wojsk (jednostki pontonowo-mostowe i regulacji ruchu). WOWewn miały też w razie zagrożenia udzielać pomocy organom MSW w zakresie utrzymania porządku i bezpieczeństwa publicznego. W grudniu 1976 rozwiązano Dowództwo WOWew, a podległe mu jednostki podporządkowano dowódcom Okręgów Wojskowych.
Wojska Obrony Wewnętrznej istniały do 1989, kiedy to w ramach redukcji Wojska Polskiego zostały rozwiązane. Część jednostek przeformowano w pułki ochrony, kilka podporządkowano dowódcy Nadwiślańskich Jednostek Wojskowych.

## Jednostki WOWew
Jednostki zabezpieczenia Komitetu Obrony Kraju i wojewódzkich komitetów obrony

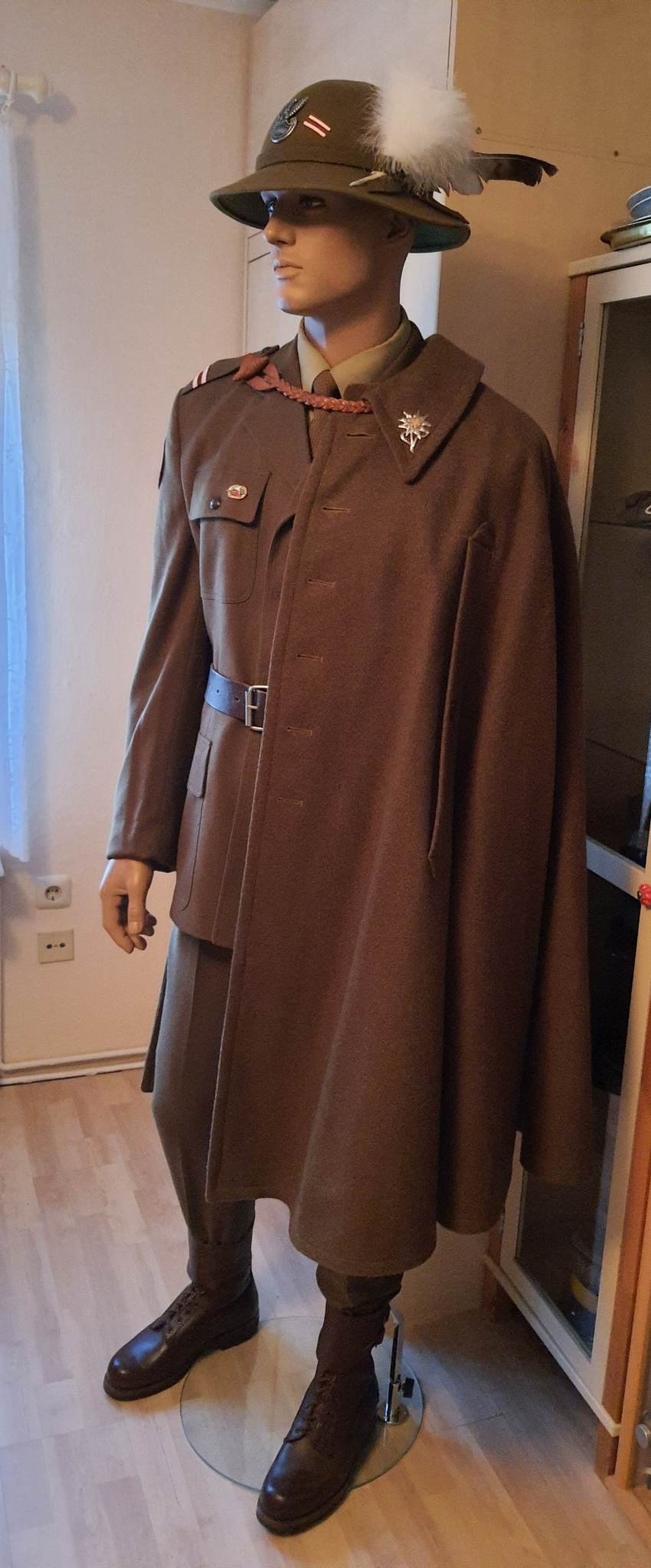
Mundur 5 Podhalańskiej Brygady Wojsk Obrony Wewnętrznej

- 1 Mazowiecka Brygada WOWew w Górze Kalwarii (podporządkowana NJW MSW od 1 stycznia 1992)[7]
- 2 Podlaska Brygada WOWew w Białymstoku
- 5 Podhalańska Brygada Ziemi Krakowskiej WOWew w Krakowie
- 8 pułk WOWew (JW 1503) w Łodzi, ul. 22 Lipca (ul. 6 Sierpnia) 86
- 14 Mazurski Pułk WOWew[9] – później 14 Brygada WOWew (JW 2839) w Olsztynie, ul. Wincentego Pstrowskiego (podporządkowana NJW MSW od 1 stycznia 1992 jako 14 Pułk Ochrony )[7]
- 20 Brygada Łączności Ziemi Kieleckiej (JW 3417) – Kielce (podporządkowana NJW MSW od 1 stycznia 1992)[7]
- 2 Podlaski pułk łączności WOWew w Białymstoku
- Oddział Zabezpieczenia Stanowisk Kierowania WOWewn (podporządkowany NJW MSW od 1 stycznia 1992)[6][7]
- 112 Batalion Zabezpieczenia (JW 1076) Linin (podporządkowana NJW MSW od 1 stycznia 1992)[7]

Jednostki obrony lądowej
- 3 Lubelski pułk WOWew w Lublinie
- 10 Wielkopolski pułk WOWew (JW 3443) w Poznaniu, ul. Grunwaldzka 9
- 13 Kaszubski pułk WOWew (JW 3455) w Gdańsku, ul. Łąkowa 1
- 15 pułk WOWew w Prudniku

Jednostki zabezpieczenia przegrupowania wojsk
- 7 pułk pontonowy WOWew (JW 3774) w Dęblinie
- 9 Pomorski pułk pontonowy WOWew w Chełmnie Pomorskim
- 10 pułk pontonowy (powstał na bazie 10 batalionu pontonowego) w Rawiczu
- 12 pułk pontonowy WOWew w Szczecinie
- 10 batalion pontonowy WOWew w Rawiczu
- 16 batalion pontonowy WOWew w Szczecinie (JW 1471[10])

Jednostki obrony przed bronią masowego rażenia
- 2 batalion inżynieryjny WOWew w Czerwonym Borze (JW 3466) - podporządkowany NJW MSW od 1992[6][7]
- 4 batalion inżynieryjny WOWew w Rzeszowie
- 6 batalion inżynieryjny WOWew w Lublińcu

Dowódcy WOWewn
Pierwszym pełniącym obowiązki czasowo po rozwiązaniu KBW był gen. bryg. Bronisław Kuriata.